# Harry and Tonto
Harry and Tonto é um premiado filme estadunidense do gênero comédia de 1974 dirigido por Paul Mazursky e que traz Art Carney e Ellen Burstyn no elenco.

## Sinopse
Harry Coombes (Art Carney) é um viúvo idoso que é forçado a partir de seu apartamento em Nova York. Inicialmente, ele permanece com a família de seu filho, mas então ele decide viajar pelo país com seu gato de estimação, Tonto, em um carro. Durante sua jornada, Harry acaba dando carona para Ginger (Melanie Mayron), uma jovem de 16 anos que acaba se envolvendo com Norman (Josh Mostel), o neto de Harry, visita sua filha (Ellen Burstyn) em Chicago, e finalmente, encontra o seu filho mais novo em Los Angeles.

## Elenco
- Art Carney é Harry Coombes
- Herbert Berghof é Jacob Rivetowski
- Ellen Burstyn é Shirley Mallard
- Geraldine Fitzgerald é Jessie Stone
- Larry Hagman é Eddie Coombes
- Chief Dan George é Sam Two Feathers
- Melanie Mayron é Ginger
- Joshua Mostel é Norman Coombes

## Principais Prêmios e Indicações

### Óscar
- Venceu na categoria Melhor Ator Principal para Art Carney.
- Indicado na categoria Melhor Roteiro Original.

### Globos de Ouro
- Venceu na categoria Melhor Ator - Comédia ou Musical para Art Carney.
- Indicado na categoria Melhor Filme - Comédia ou Musical.